# 北京国二招宾馆
39°56′13″N 116°21′04″E / 39.937075°N 116.351100°E

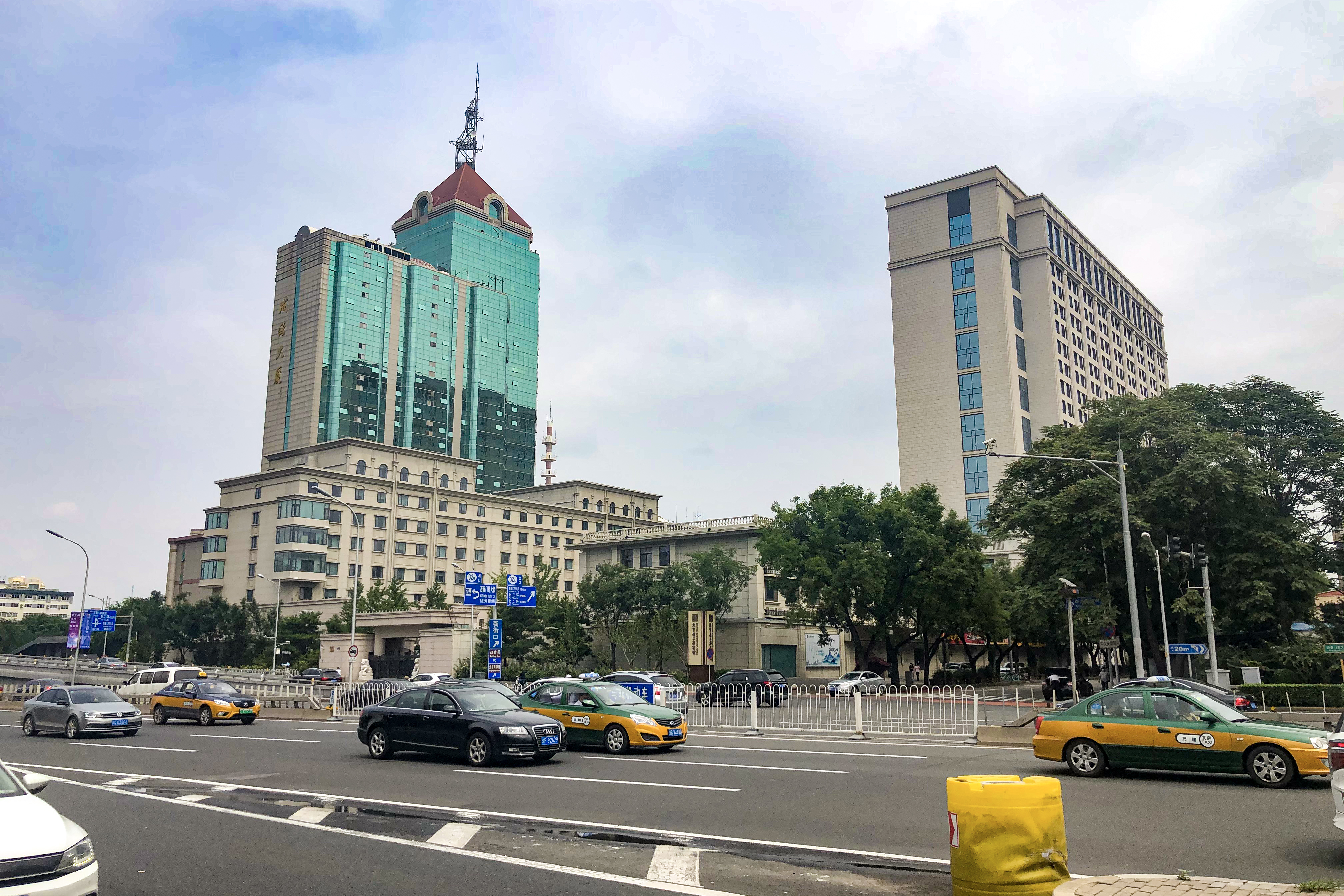
国二招宾馆

北京国二招宾馆，位于北京市西城区西直门南大街6号，隶属国家机关事务管理局宾馆管理中心。

## 简介
国二招宾馆的前身是1969年12月建成的国务院第二招待所。国二招宾馆经常接待每年“全国两会”的代表团。
国二招宾馆是四星级酒店。2002年，国二招宾馆进行ISO质量体系认证。